# لولو الصغيرة (مجلة)
مجلة لولو الصغيرة هي مجلة لبنانية شهرية تصدر عن شركة المطبوعات المصورة، وهي الشركة التي تصدر مجلات «الرجل الوطواط»، «سوبرمان»، «بونانزا» وعنوانها: ص.ب 2400 بيروت. اسم المجلة الكامل هو لولو الصغيرة وصديقها طبوش. رئيسة تحرير المجلة هي ليلى شاهين داكروز. مدير التحرير: ليلى شقال. صدر العدد الأول من المجلة في يوم السبت الأول من شهر يوليو 1966م، نشرت باللغة العربية مع شركة وسترن ببلشنج كومباني آند راشين وسكنس بالولايات المتحدة الأمريكية، وهي المجلة التي صدرت لأول مرة عام 1952م، توجه المجلة إلى الأطفال في سن الثانية عشر وأقل، وليس هناك في الأعداد الصادرة سوى قصص عن شخصية المجلة الرئيسة لولو الصغيرة. تعتمد المجلة بالكامل على الكرتون وجميع صفحاتها بالأبيض والأسود عدا صفحتي الغلاف.
لا توجد إشارة إلى المؤلف أو الرسام لكن صاحبة الامتياز الأمريكية هي مرجري هندرسون، وتخلو المجلة تماماً من التسالي أو المسابقات في أعدادها التي صدرت. ليس للمجلة ملاحق ولا تنشر صوراً للقراء ولا مساهمات لهم، شعار المجلة والمطبوعات المصورة عامةً على أنها «السباقة بنشر المجلات المصورة لتسلية النشء العربي».
سعر المجلة 30 ق. ل عام 1966، وفي مصر 40 مليماً، وليس هناك إعلانات سوى عن مطبوعات الشركة الأخرى.